# Mejoyo
Mejoyo is een bestuurslaag in het regentschap Mojokerto van de provincie Oost-Java, Indonesië. Mejoyo telt 1837 inwoners (volkstelling 2010).